# 中島亜莉沙
中島 亜莉沙（なかしま ありさ・1993年1月20日 - ）は、日本の元タレント、ファッションモデル、元レースクイーンである。愛称は「ありぷぅ」。
岐阜県出身。スタイルコーポレーションを経てパール（ケイダッシュ系列）に所属していた。

## 略歴
中学2年の時にあるオーディションを受けたことがあったが、大学入学と共に本格的なモデル活動を開始。ファッション誌「JJ」に読者モデルとして参加する傍ら、2012年のSUPER GTで、加藤紗里と共に「GREEN TEC&LEON RACING LADY」を務める。
2012年9月17日、東京ランウェイ（於：国立代々木競技場第一体育館）で行われた「ワンライフモデルオーディション2012」でグランプリを受賞。その後はレースクイーンの仕事をせずモデル業に専念するようになる。
2014年1月11日から2015年9月26日まで、TBSテレビ『王様のブランチ』にブランチリポーター30期生としてレギュラー出演。
2015年9月30日のブログにおいて、留学の為に事務所を離れ表舞台から退くことを発表した。

## 人物
- 兄が1人いる[8][9]。
- 趣味はお菓子作り、ネイルアート、ゴルフ[1]。
- 憧れのモデルは蛯原友里[9]。

## 賞詞
- 「日本レースクイーン大賞」新人グランプリ 最優秀新人賞（2012年）[10]
- 「ワンライフモデルオーディション2012」グランプリ（2012年）[6][7]

## 出演

### テレビ
- 王様のブランチ（TBSテレビ、2014年1月11日～2015年9月26日）

### CM
- ABCマート「NUOVO キレらくパンプス」（2014年）[2]

### ショー
- 名古屋コレクション（2011年、2013年）
- 神戸コレクション（2012年 - 2015年）
- 静岡コレクション2014（2014年4月6日）[11]
- 東京ランウェイ（2012年 - 2015年）

### 雑誌
- JJ（光文社）読者モデル
- 月刊カジュアルゴルフ「ミス・カジュアルゴルフ」（2011年 - 2012年）